# Lierne
Lierne és un municipi situat al comtat de Trøndelag, Noruega. Té 1,406 habitants i té una superfície de 2,961.71 km². El centre administratiu del municipi és el poble de Sandvika.
El municipi inclou tot el Parc Nacional de Lierne i en part el Parc Nacional de Blåfjella-Skjækerfjella, amb una important població d'os bru a ambdós parcs. Lierne és la llar de molts llacs, entre els quals destaquen el Lenglingen i el Tunnsjøen.
A Lierne s'hi celebra cada any la Flyktningerennet, una carrera que segueix una ruta des de Lierne fins al municipi de Strömsund, Suècia, en memòria de les persones que van fugir cap a Suècia per l'ocupació nazi de Noruega durant la Segona Guerra Mundial.